# Loren Murchison
Loren Murchison (né le 17 décembre 1898 et décédé le 11 juin 1979) était un athlète américain.

## Jeux olympiques
- Jeux olympiques d'été de 1920 à Anvers  Belgique:
  -  Médaille d'or en relais 4 × 100 mètres.
- Jeux olympiques d'été de 1924 à Paris  France:
  -  Médaille d'or en relais 4 × 100 mètres.